# Miguel Araujo (Fußballspieler)
Miguel Gianpierre Araujo Blanco (* 24. Oktober 1994 in Lima) ist ein peruanischer Fußballspieler. Er nahm an der Fußball-Weltmeisterschaft 2018 in Russland teil.

## Karriere

### Verein
Araujo begann seine fußballerische Laufbahn im Alter von 14 Jahren beim Club Cobresol aus Moquegua. 2011 rückte er in die erste Mannschaft auf und gab am 5. November 2011 sein Debüt in der ersten Liga gegen CD Universidad César Vallejo. Im Januar 2012 wechselte er zu Sport Huancayo. Für diesen Klub bestritt er am 24. Januar 2012 sein erstes Spiel in der Copa Libertadores, womit er zum jüngsten Debütanten einer peruanischen Mannschaft in diesem Wettbewerb avancierte.
Am 27. Juli 2013 unterschrieb Araujo einen Vertrag über vier Jahre bei Roter Stern Belgrad. Mit diesem Klub wurde er am Ende der Saison 2013/14 serbischer Meister. Aufgrund ausbleibender Gehaltszahlungen kündigte er seinen Vertrag.
Mitte 2014 kehrte er nach Peru zurück, wo er sich Alianza Lima anschloss. Er wurde auf Anhieb Stammspieler und gewann 2017 mit Alianza die peruanische Meisterschaft. Im Januar 2018 verlängerte Araujo seinen Vertrag um zwei Jahre. Er wurde im August desselben Jahres an den argentinischen Club Atlético Talleres ausgeliehen. Das Leihgeschäft wurde am Ende der Saison nicht verlängert. Am 4. Oktober 2019 gab der damalige niederländische Erstligist FC Emmen die Verpflichtung Auraujos bekannt.

### Nationalmannschaft
Araujo nahm 2011 mit der peruanischen U17-Nationalmannschaft an der U-17- und 2013 an der U-20-Südamerikameisterschaft teil.
Er wurde erstmals für ein Testspiel gegen die Fußballnationalmannschaft von Trinidad und Tobago am 27. März 2013 in die A-Nationalmannschaft berufen, blieb jedoch die gesamte Spieldauer auf der Ersatzbank. Sein Debüt in der peruanischen Nationalmannschaft gab er am 19. November 2014 gegen Paraguay, als er nach 84 Spielminuten für Cristian Benavente eingewechselt wurde. Araujo wurde für das peruanische Aufgebot bei der Fußball-Weltmeisterschaft 2018 in Russland nominiert, blieb bei diesem Turnier aber ohne Einsatz.
Bei der Copa América 2019 und der Copa América 2021 gehörte Araujo ebenfalls zum peruanischen Aufgebot. In beiden Turnieren wurde er jeweils in zwei Gruppenspielen der Vorrunde eingesetzt.

## Erfolge
- Serbischer Meister: 2014
- Peruanischer Meister: 2017